# 鄭幹輔
鄭 幹輔（てい かんすけ、文化8年（1811年） - 万延元年7月20日（1860年9月5日））は、江戸時代後期・幕末の唐通事、教育者、言語学者。江戸幕府の昌平坂学問所教授。通称は昌延、幼名は大助、来助、号は敏斎。通事（通訳者）の養成に力を入れ、外交で活躍する多くの門人を輩出した。

## 人物・経歴

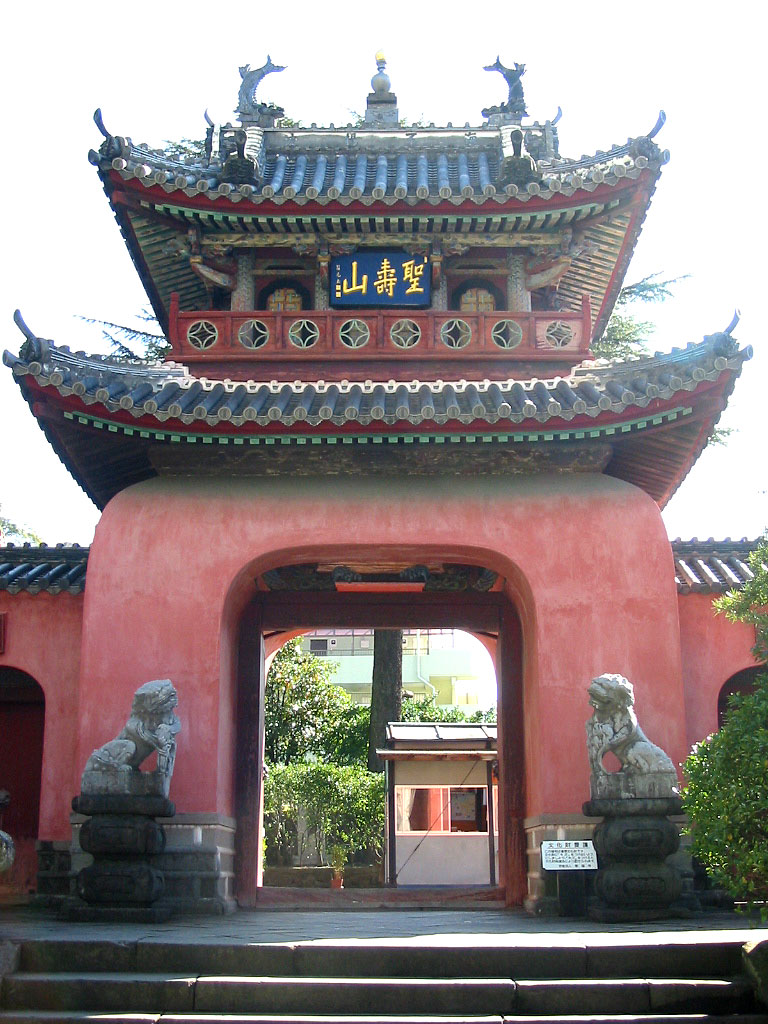
崇福寺三門（楼門）

唐通事鄭官十郎の子として長崎で生まれる。鄭家(始祖宗明）は、第2代鄭茂左衞門の時に稽古通事となり、以来9代にわたって唐通事を勤めたが、家格は高くはなかった。
幹輔は、同家8代で、1823年（文政6年）、稽古通事見習となり、唐通事界に入った。
1827年（文政10年）に小通事末席に昇進した。その後、周壮十郎の推薦を得て通事の要職に就き、先輩通事から来航唐人まで厚く信頼されることとなった。
1837年（天保8年）頃に、昌平坂学問所の唐話教授に選ばれ、江戸に4年間出向する。
その後、長崎に戻り、唐通事の業務を担いながら、中国語学習の世話掛として若手通事や通事家子弟の指導を行った。
1844年（天保15年）には、小通事、1851年（嘉永4年）大通事助、1856年（安政3年）大通事過人に昇任した。1857年（安政4年）には、これまでの教育指導実績の功から、同家では初めて大通事に任じられ、唐通事界に重きをなした。
「訳司九家」に身を置く幹輔であったが、唐通事の満洲語研究事業を担当しつつ、英語学修についても積極的に提唱した。長崎奉行・岡部長常に対しても英語の兼修を求める建白を行った。1859年（安政6年）2月4日（安政6年正月2日）に、游龍彦三郎、彭城大次郎、大田源三郎、何礼之助（何礼之）、平井義十郎（希昌）、その他1名を率いて、長崎に停泊中のアメリカ船に赴き、宣教師で医師でもあるマクゴーワン（Daniel Jerome Macgowan、瑪高温、マゴオン）に英語を教わったことが高く評価された。前年の1858年9月から、蘭（オランダ）通詞の9名（楢林栄左衛門、西冨太、名村五八郎、横山又之丞、北村元七郎、石橋助十郎（政方）、岩瀬弥四郎、三島末太郎、磯田慶之助）が、長崎に寄港した米国軍艦ポウハタン号付の牧師ヘンリー・ウッドから約2ヵ月間に渡って英語教育を受けており、唐通事たちも蘭通詞らに負けじと英語教育の強化に着手したのである。これは、1858年7月29日に日米修好通商条約が署名され、1859年7月4日に神奈川（横浜）と長崎の開港が予定される中で、税関業務などを担う通事（通訳）たちへの英語教育が求められる中での動きでもあった。日米修好通商条約署名（調印）の翌月（旧暦安政5年7月）には長崎英語伝習所も設立され、蘭通詞の楢林栄左衛門（栄七郎、高明）と西吉十郎（成度）が頭取を務めた。マクゴーワンは中国語によく通じており、生徒である唐通事のことを考慮し、中国語を媒介として彼らに英語を教授した。
上述のことは、明治に入り幹輔の死後20年経った1880年（明治13年）に、崇福寺第一峯門前に建てられた鄭幹輔の顕彰碑（敏斉鄭先生遺徳碑）にも以下のように記されている。碑の撰文をしたのは頴川重寛（のち外務省漢語学所教授、現・東京外国語大学中国語学科）で、書は呉来安（のち外務省漢語学所教授、現・東京外国語大学中国語学科）である。
| 「 | 戊午春、幕府議准外国開横浜港、先生請于官、聘美国人瑪高温氏、倡率僚中子弟就学英語、時言者以爲異、先生愈激勸諸學生。 | 」 |

マクゴーワンが停泊するアメリカ船で2週間ほど英語を教えた後は、船が出航したことから、それ以後は出島に滞在する米国人リチャード・J・ウォルシュ（ワルシ、Richard James Walsh、ウォルシュ兄弟の3番目の弟）が出島にある居宅及び興善町の唐通事会所で英語を教えた。1859年（安政6年）4月下旬には、初代米国総領事のタウンゼント・ハリスが外交拠点の整備のために長崎を訪れ、同5月初めにニューヨーク出身の実業家ジョン・G・ウォルシュ（ウォルシュ兄弟の2番目の弟）を長崎の米国領事に選任する。同年5月2日には、上海から米国聖公会の宣教師ジョン・リギンズが長崎に来日するが、ハリスとウォルシュ領事の支援のもとに提供された崇福寺境内の広徳院で、リギンズは長崎奉行・岡部長常の要請から立教大学の源流となる私塾を開設し、公式通事8名に英学を教える。同年6月25日にはチャニング・ウィリアムズも来日し、崇福寺広徳院でリギンズと同居して英学を教えた。リギンズとウィリアムズが英学を教えることになった背景には、前年に長崎に一時滞在したエドワード・サイルの準備交渉が効いていたことに加え、マクゴーワンに英語を学び、さらに英語を強く学ぶことを望んでいた通事たちの後押しもあった。この最初の生徒8名の中には、マクゴーワンとウォルシュから英語を学んだ鄭幹輔を始め、何礼之助（何礼之）と平井希昌（義十郎）がいた。
鄭幹輔による若手通事指導のほうでは、養子である鄭右十郎（のち鄭永寧）のほかに、門下生に平井希昌、呉来安、頴川君平（在米国領事）、何幸五、高尾恭治、神代延長、盧高朗、平野祐之、鉅鹿篤義、柳谷謙太郎、彭城昌実、清川磯次郎、呉栄正、薛信二、早野貞明、潁川永太郎、游龍鷹作、岩永範兵衛、河副作十郎、彭城種弘、周昌平がいる。
先の顕彰碑で、さらに以下と記されており
| 「 | 未數年、業遽進、多為時用。故際明治中興、外交滋盛、邑之譯司前後輩出、得成名於朝野之間者、多出於先生之賜也。 | 」 |

明治に入って外交が盛んになり英語が使われ、翻訳者たちが自分たちの能力を発揮する場が与えられたのは鄭幹輔先生のおかげであると讃えている。
また、1850年（嘉永3年）に長崎に遊学中の吉田松陰が、「今鄭先生なる者ありて訳局の翹楚なり」との評判を聞いて、11月17日から28日の間に8回も鄭幹輔を訪ねに行くほどの知名度や影響力を持っていた。遊学中の松陰は崇福寺も訪れた。
1860年に鄭幹輔は亡くなるが、その後も彼の語学の遺志を後進たちが受け継いでいく。1862年（文久2年）11月には、鄭幹輔門下でリギンズとウィリアムズに英学を学んだ何礼之、平井義十郎らの唐通事たちが長崎奉行の許可を得て、崇福寺境内の空地に子弟のための「訳家学校」を積み立てておいた資金を用いて設置し、中国語と英語の学習教授が行われた。また、1864年（文久4年、元治元年）9月には、崇福寺広福庵に同じくウィリアムズ門下の瓜生寅と前島密が、何礼之の許可を得て苦学生のために私塾「培社」を開いている。
国指定重要文化財に指定されている崇福寺にある三門（楼門、龍宮門とも呼ばれる）は、1849年（嘉永2年）4月に上梁再建した門だが、鄭幹輔が游龍彦十郎（その子彦三郎は『翻訳満語纂編』の編纂者）とともに、その建設の発願主である。1904年（明治37年）には、崇福寺にある鄭幹輔の碑の傍らに、門下の頴川重寛を顕彰する『頴川重寛先生之碑』が頴川の門弟によって建てられている。この鄭幹輔と頴川重寛の碑は戦前に拓本されて、写しが長崎市立博物館に保存されている。（長崎市立博物館は、長崎県と長崎市が共同で設置した長崎歴史文化博物館の開館〔2005年11月3日〕に伴い、2005年11月2日に閉館した。）
鄭幹輔の死後、養子鄭右十郎（のち鄭永寧）が家業を継いだ。鄭永寧は、実兄の呉碩三郎とともに明治以降に外務省に登用されて、近代の中日交渉に大いに活躍することとなった。
鄭幹輔の墓は崇福寺(鍜冶屋町)の鄭家墓地にある。